# Església del castell de Lierna
La Chiesa dei Santi Maurizio i Lazzaro o Església dels Reis d'Itàlia, és una petita església de Lierna situada al Castell de Lierna, a prop del Llac de Como. L'Església és el lloc de fundació de l'Orde de la família Savoia dels Reis d'Itàlia.

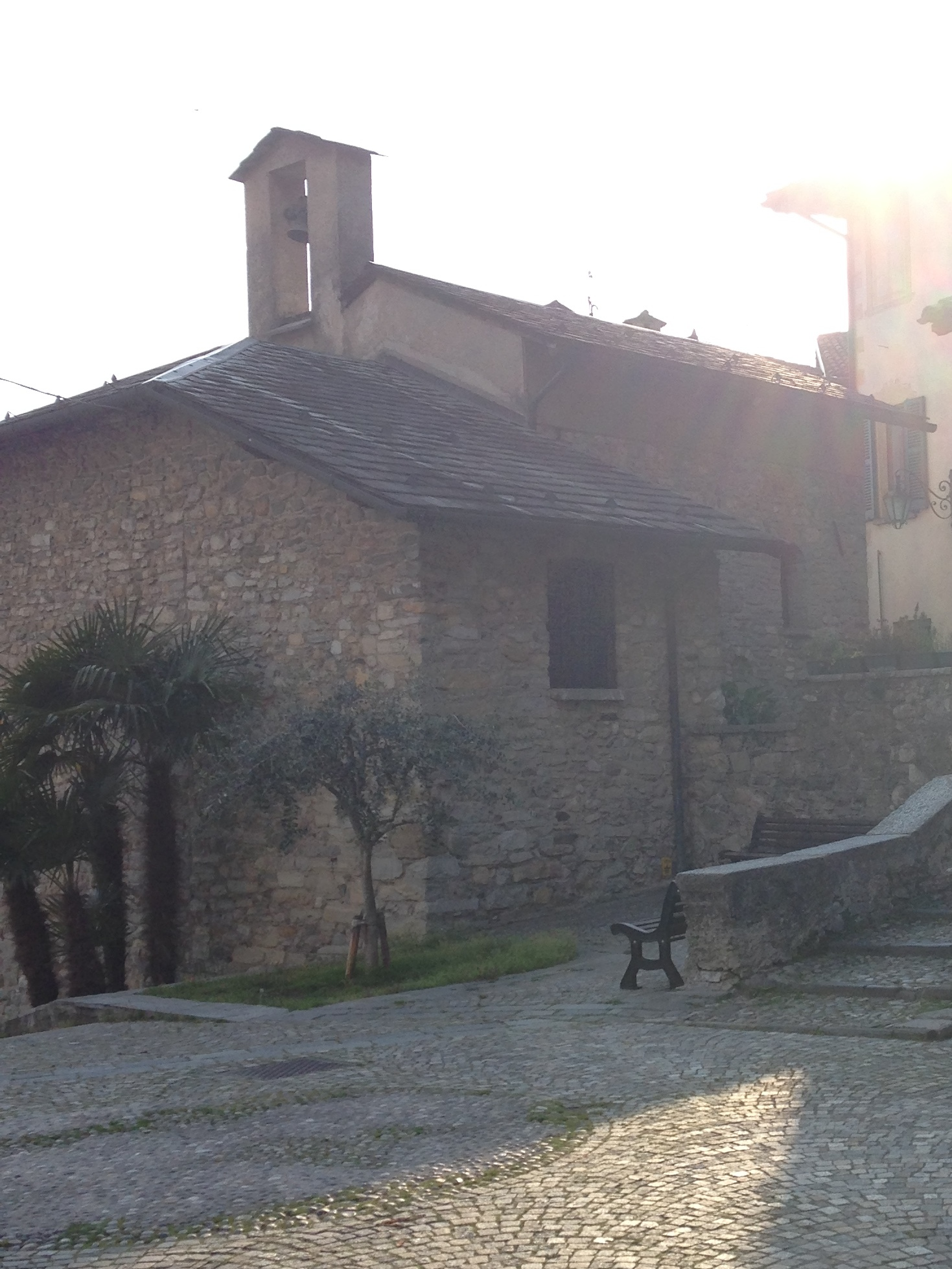

L'església dels sants Maurici i Llàtzer està documentada el 1147. A banda i banda de la porta principal hi ha pintures amb els sants patrons del temple que daten del segle vi, així com un retaule dels més antics d'Itàlia. A l'altar hi ha una escultura de fusta de Sant Maurici. L'absis té vistes al llac per facilitar la protecció.
El 22 de gener de 1573, dins l'església, Emanuele Filibert de Savoia va notificar les regles de l'Orde de Sant Maurici i Sant Llàtzer. En la memòria d'aquesta data a l'església hi ha una campana de bronze. L'església també posseeix una relíquia de Sant Maurici que data del 287 aC.
A l'interior de l'església hi ha frescos que daten de l'any 1300.

## Història
L'orde cavalleresca de la casa de Savoia, dinastia dels reis d'Itàlia i una de les dinasties més antigues d'Europa, va ser fundada a la petita i antiga església medieval del castell de Lierna, anomenada inicialment l'església de San Maurici i Lazzaro. San Maurizio (St. Moritz) l'any 15xx pel rei XXX de Savoia. Només aquí es podien batejar els Cavallers del Regne d'Itàlia i obtenir el títol de Cavaller del Regne. Des de fa més de 500 anys hi ha diverses famílies d'origen nobiliari internacional vinculades a Lierna, o que tenen propietats aquí.
Als laterals de la porta d'entrada hi ha pintades les efígies dels sants Maurici i Lazzaro, del segle xvii, i un retaule a l'oli, també d'aquella època, que representa "un Crist amb Marta i Magdalena", mentre que a sobre de l'altar hi ha és una estàtua de fusta que representa Sant Maurici. Va ser dissenyat per complir les seves funcions fins i tot durant els setges, per això l'absis dona a l'estany com a baluard protector i l'accés és dins les muralles del castell.
Lierna El llac de Como va ser el lloc de residència de l'emperadriu Teodolinda, que va construir el castell de Lierna, sobre la base d'un habitatge que data de l'antiga Roma, i hi hauria viscut a l'època llombarda, fins i tot després d'enviudar ambdós Auteri i Agilufo. La reina d'Itàlia Adelaida va ser tancada en secret al castell de Lierna da Berengario per convèncer-la de casar-se amb ell. Al final va ser alliberada pel monjo Martino da Bellagio, i es va casar a Alemanya amb l'emperador Otó I de Saxònia, però va tornar a l'Església del Castell de Lierna per a una segona cerimònia de benedicció nupcial. La reina Adelaida va continuar freqüentant Lierna a Itàlia també durant els onze anys següents amb el seu marit que es va convertir en emperador de Roma.
Tot el castell amb l'Església del Castell de Lierna, estan concebuts com una fortalesa militar defensiva, i els fonaments es remunten a l'antiga Roma, els estudiosos han reconegut en el plànol de la zona de l'Església i del Castell de Lierna un pla. de colons romans amb una mesura de setze peus quadrats dividits en setze lots.
Amedeo VIII de Savoia va establir l'Ordre de San Maurici a la petita església del Castell de Lierna el 1934, suprimida el 1439. El 1572 Emanuele Filiberto de Savoia, conegut com el Cap de Ferro, va tornar a fundar l'Orde cavalleresca de San Maurici a l'Església. del Castell de Lierna, i amb la Butlla Papal del Papa Gregori XIII aconseguí la refundació de l'Orde a la qual uns mesos més tard també es va unir l'orde hospitalari de San Lazzaro di Capua. La petita església del castell de Lierna prengué així el nom d'Església dels Sants Maurici i Llàtzer.